# جايسون غان
جايسون غان (بالإنجليزية: Jason Gunn)‏ هو مقدم تلفزيوني نيوزيلندي، ولد في 26 ديسمبر 1968.

## وصلات خارجية
- جايسون غان على موقع IMDb (الإنجليزية)
- جايسون غان على موقع قاعدة بيانات الفيلم (الإنجليزية)